# 仁藤萌乃
仁藤萌乃（日语：仁藤 萌乃，1992年7月22日—）是日本前女藝人，為女子偶像团体AKB48前成员，东京都出身，前所屬經紀公司為Horipro。2019年3月31日，自演藝圈引退。

## 人物
- 原本为AKB48的歌迷，在阅览官网时发现选秀会截止日期就在第二天，心想「这个不去参加可不行」而去参加了选秀会。[2]。
- 在2008年4月28日的TeamA公演中，作为『戸島花』的代役从剧场出道，并于99天后的同年8月5日升格到TeamB；是首位剧场公演出道起100天内便升格为正式成员的研究生。在此之后，6期生的高城亚树同年10月19日剧场出道、仅用71天时间、于同年12月29日正式升格到TeamA，创下了研究生剧场出道到升格的最短时间纪录。此外，仁藤在5期生当中，是继有马优茄、内田真由美后出道第3晚的，但却是继宫崎美穗、北原里英、指原莉乃之后第4早升格的。
- 2009年8月23日舉行的『AKB104选拔成员组阁祭』的夜間公演中，宣布将移籍至Team K，之后正式移籍日期为2010年3月12日。
- 过去视力为1.8左右，现在也有1.2左右。不过小学时因为很向往戴眼镜，而曾经在视力检查时故意说错。
- 家族成员包括父母、姐姐仁藤夢乃 （页面存档备份，存于）(日本社會活動家。一般社団法人Colabo、女子高生サポートセンターColabo代表)和名叫ナナちゃん的吉娃娃，非常溺爱ナナちゃん。
- 兴趣是手工艺，手很巧。曾经做过发绳，收集过法国人偶，并自己搭配（家里有5个）。
- 特技是长笛演奏和书道。虽然是左撇子，书道有4段水准。[3]。
- 喜欢的AKB48的乐曲是『Faint』、『ただいま恋愛中』、『單戀對角線』、『MARIA』[2]。
- 在第12支单曲『10年櫻（10年桜）』PV及Making中部分出演，并于第13支单曲『驚喜之淚!（涙サプライズ!）』初次成为选拔成员。
- 跟同期的近野莉菜非常要好，并在近野的官方部落格「ちかりーなのみらくるあわー （页面存档备份，存于）」中多次登场。
- 在『周刊AKB』的高空彈跳、雲霄飛車、激辛部等眾多企劃中發揮了其大膽的一面。
- 在2010年3月25日舉行的『橫濱巨蛋演唱會』的夜間公演時宣布，移籍至ホリプロ事务所。
- 在2013年2月14日舉行的公演時宣布，預計將4月28日從AKB48畢業。
- 2013年4月28日AKB48團臨時總會～黑白分明！～從AKB48畢業。

## 參加AKB48樂曲

### 單曲CD選拔曲
- 驚喜之淚!
- 馬路須加學園頂尖藍調
- 為了誰 -What can I do for someone?-

Under Gril名義
- 因為喜歡你
- 你的背影
- 被偷了的唇
- 涙之Sea Saw Game
- 專屬於我的value
- 偶然的十字路
- 不能擁抱你

Under Gril 百合組名義
- 纜車道

Team PB名義
- 遠距離海報

蔬菜姊妹名義
- 蔬菜姊妹

蔬菜姊妹2011名義
- 蔬菜占卜

MINT名義
- 關於你
- 距離KISS 100哩

Team K名義
- ALIVE

## 分組參加曲
TeamB 3rd Stage「睡衣兜风」公演
1. 純情主義（井上奈瑠毕业后）
2. 無望之淚

※柏木由紀的代役
TeamA 4th Stage「正在戀愛中」復活公演
1. Faint

※戶島花的代役
TeamK 4th Stage「最终钟声鸣响」公演
※大島優子的全员曲代役
研究生「正在戀愛中」公演
1. Faint

TeamB 4th Stage「偶像的黎明」公演
1. 片思いの対角線
2. 残念少女 ※

※渡邊麻友的组合曲代役
TeamK 5th Stage「引体后空翻」公演
1. 愛之色

※宮澤佐江的代役
THEATER G-ROSSO「不要让梦想死去」公演
1. Bye Bye Bye

※小嶋陽菜·小林香菜·前田亚美的替补
TeamK 6th Stage「RESET」公演
1. 制服的抵抗
2. 逆轉的王子殿下 ※

※峯岸みなみ的後備
1. 心端的沙發 ※

※大島優子的後備

## 出演

### 综艺节目
- AKB0時59分!（2008年8月25日 - 9月22日、日本电视台）
- AKB48+10!（2008年9月1日·11月2日·2009年2月2日·3月2日、つくばテレビEnter！371）
- AKBINGO!（2008年12月10日·2009年4月29日 - 5月13日·27日 - 7月15日·8月5日·12月23日·2010年1月6日 - 13日·27日、电视台）
- すイエんサー（2009年5月26日·2010年1月19日、NHK教育台）
- AKB48神TV（家庭劇場）
  - Season2（2009年7月10日・17日）
  - 特別節目〜分組對抗!春季保齡球大賽〜（2010年4月30日）
  - Season4（2010年7月18日・25日・8月15日・22日・9月5日・12日）
  - Season5（2010年11月21日・28日）
  - 特別節目〜項目AKB in 澳門〜（2010年12月26日）
  - Season7（2011年7月24日・31日）
- 周刊AKB（2009年9月11日 - 不定期出演、東京电视台）
- 有吉AKB共和国（2010年8月16日・23日、TBS）
- AKB-級グルメスタジアム（2011年1月9日、食と旅のフーディーズTV）
- AKB和××!（2011年2月24日・3月24日、讀賣电视台）
- 爆走 グアム島の決戦！～AKBvsアイドルアスリート軍団 ガチンコバトル！～（2011年11月6日 、東京电视台）

### 电视剧
- 马路须加学园（2010年1月8日 - 3月26日、東京電視台）- 飾演 バンジー
- 马路须加学园2 第1話 - 第3話・第5話 - 第8話・第10話 - 最終話（2011年4月15日 - 29日・5月13日 - 6月3日・17日 - 7月1日、東京電視台）-  飾演 バンジー

### 广播
- ON8「柱NIGHT! with AKB48」（2008年8月11日·10月6日·2009年11月23日、ベイエフエム）
- AKB48 明日までもうちょっと。（2008年10月20日·11月3日·12月1日·22日·2009年5月18日·6月15日、文化放送）
- AKB48の全力で聴かなきゃダメじゃん!!（2008年12月3日 - 、スターデジオ）

### 舞台剧
- らめらめ（2010年5月19日・21日、八幡山ワーサルシアター） - 主演・飾演 スーちゃん（岩佐美咲・小原春香 (SDN48) 和のトリプルキャスト）

### 活动
- ♥サマーパーティー♥ホリプロ50周年記念!!及びBS-TBS開局10周年記念アイドル50人大集合!!（2010年8月24日、赤坂BLITZ）

## 脚注
1. ↑  . AKB48公式サイト. 2013-03-19  [2013-03-19]. （原始内容存档于2013-03-19） （日语）.
2. 1 2  来自2009年4月8日播出的「AKB48の全力で聴かなきゃダメじゃん!!」中本人及其他成员的发言。
3. ↑  来自2010年1月10日TeamB 4th Stage「偶像的黎明」おやつ公演中本人的发言。
4. ↑  https://plus.google.com/u/0/106541618903520668641/posts/UzcpS6b7XPC%5B%5D

## 外部連結
- Horipro個人介紹頁 （页面存档备份，存于）（日語）
- 仁藤萌乃官方部落格（2010年5月20日 - 2017年6月22日）（日語）
- 仁藤萌乃的X（前Twitter）（日語）
- 仁藤萌乃的Instagram帳戶（日語）